# Franz Brentano
Franz Clemens Honoratus Hermann Brentano (Boppard, 16 gennaio 1838 – Zurigo, 17 marzo 1917) è stato un filosofo e psicologo tedesco.

## Biografia
Discendente da una famiglia di intellettuali cattolici di origine italiana, fratello maggiore di Lujo Brentano, studiò filosofia alle università di Monaco, di Würzburg, Berlino (con Friedrich Adolf Trendelenburg) e di Münster. Sviluppò un particolare interesse per Aristotele e la filosofia scolastica. Scrisse la sua dissertazione a Tubinga Sui molteplici significati dell'essere secondo Aristotele. In seguito, Brentano incominciò a studiare teologia entrando al seminario a Monaco e poi a Würzburg per prepararsi a diventare un prete cattolico all'interno dell'Ordine dei frati predicatori (quale fu ordinato il 6 agosto 1864).
Negli anni 1865-1866 scrisse e discusse la sua tesi di abilitazione Die Psychologie Aristoteles, 1867. Tr.it. La psicologia di Aristotele, Bologna, Pitagora editrice, 1989, e incominciò a insegnare all'università di Würzburg. I suoi studenti in questo periodo includono tra l'altro Carl Stumpf e Anton Marty.
Tra il 1870 e 1873 Brentano fu coinvolto nella discussione intorno all'infallibilità papale. In quanto contrario a tale dogma, alla fine rinunciò ai suoi voti e uscì dalla Chiesa. In seguito ai suoi stravolgimenti religiosi, anche Stumpf, che stava contemplando una carriera ecclesiastica e studiava al seminario, si distanziò dalla Chiesa.
Nel 1874 pubblicò la sua opera più importante: La psicologia dal punto di vista empirico e da quell'anno insegnò all'Università di Vienna. Tra i suoi studenti ci furono Sigmund Freud, Rudolf Steiner, Edmund Husserl, Alexius Meinong, Christian von Ehrenfels e molti altri (cosiddetta Scuola di Brentano). 
Mentre incominciava la sua carriera come professore ordinario, fu costretto ad abbandonare il suo posto e la cittadinanza austriaca nel 1880 per potersi sposare come ex-prete. Gli verrà concesso di tornare all'università solo come Privatdozent, libero docente, fino al 1885.
Dopo il suo ritiro dalla vita accademica, nel 1896, lasciata la sua residenza viennese al Palazzo Todesco, si trasferì in Italia, a Firenze, dove restò fino allo scoppio della prima guerra mondiale, quando si spostò a Zurigo, dove morì nel 1917. La sua permanenza in Italia - fu in stretto contatto con Francesco De Sarlo e in corrispondenza con Giovanni Vailati - sarà di decisiva importanza per gli sviluppi della filosofia e della psicologia agli inizi del Novecento. Nel 1913 venne tradotta in italiano, a cura di Mario Puglisi, con il titolo La classificazione delle attività psichiche, la seconda parte de La psicologia dal punto di vista empirico.

## Pensiero

### La psicologia dal punto di vista empirico
L'opera più importante di Brentano, intitolata Psychologie vom empirischen Standpunkt (Psicologia dal punto di vista empirico), è un classico della storia della filosofia, pubblicato per la prima volta nel 1874. Sin da allora ha suscitato un grande clamore e un dibattito che ancora oggi non si è estinto. Ha formato almeno due generazioni di filosofi che vi hanno fatto riferimento nel loro insegnamento nelle università e accademie di tutta l'Europa.

#### Psicologia senz'anima
Quest'opera inaugura un nuovo modo di trattare la psicologia come "scienza". L'introduzione è dedicata a una dichiarazione di intenti e di metodo del filosofo tedesco. Il punto di vista è appunto quello "empirico" cioè basato su ciò di cui si può avere esperienza effettiva; dato che non tutti gli studiosi concordano su ciò che sia realmente dato nell'esperienza, Brentano chiarisce che utilizzerà come parametro ciò che esperiamo nel modo più diretto possibile, escludendo perciò ogni questione metafisica. Sulla base di queste premesse, la sua psicologia abbandona lo studio della psyché, cioè il compito che aveva caratterizzato la disciplina dalla sua nascita e attraverso i secoli: indagare intorno all'esistenza dell'anima e la sua immortalità. Possiamo quindi annoverare Brentano tra quegli psicologi che, nella seconda metà dell'Ottocento, influenzati dalle nuove scoperte medico-scientifiche, adottarono un nuovo approccio alla psicologia. Questo nuovo metodo, che porterà questa materia a essere annoverata tra le nuove scienze, è conosciuto con il nome di "Psychologie ohne Seele" ('psicologia senz'anima', espressione che Brentano riprende da Friedrich-Albert Lange). In realtà ciò non significa per Brentano negare l'esistenza dell'anima, ma semplicemente delineare un nuovo statuto epistemologico per la psicologia, che permettesse il suo sviluppo più prolifico, senza escludere però la possibilità che attraverso questo metodo non si potesse in futuro riaprire l'istanza dell'anima e della sua immortalità attraverso altre scoperte.

#### Fenomeni fisici e fenomeni psichici
L'opera di Brentano fornisce una definizione dei concetti di fenomeno fisico e fenomeno psichico, che risulterà assai rilevante per la psicologia e che sarà utilizzata come punto di partenza da molti filosofi successivi.
I fenomeni psichici sono tutte le "rappresentazioni" nate dalla sensazione o dalla fantasia; ad esempio "l'udire" un suono, "il vedere" un oggetto colorato, "il sentire" caldo oppure freddo così come avere l'immaginazione di questi stati, a queste presentazioni vanno aggiunti anche i giudizi, i ricordi, il dubbio, l'attesa e tutti i moti dell'animo quali l'amore, la gioia, la speranza, il coraggio, la volontà, lo stupore. Pertanto Brentano definisce i fenomeni psichici come "presentazioni" o come quei fenomeni che si basano su "presentazioni". I fenomeni psichici inoltre appaiono privi di estensione.
Tutto ciò che rimane sono fenomeni fisici, cioè quelli che sono studiati dalle scienze naturali. Gli "oggetti" considerati a prescindere dal loro rapporto con la mia coscienza. Per esempio un colore, una figura, un paesaggio che vedo, un accordo che odo, il caldo il freddo e così anche le corrispondenze fantastiche di queste configurazioni.
Tale esemplificazione però non basta a chiarire le rispettive specificità e si presta ancora a numerosi equivoci, perciò Brentano individua come caratteristica principale e peculiare dei fenomeni psichici l'"in-esistenza intenzionale".

#### L'in-esistenza intenzionale
Brentano nota che ciò che contraddistingue più distintamente i fenomeni psichici è il fatto di contenere sempre il riferimento a un qualcosa come oggetto. Questo accade sia nel caso di una percezione sensibile sia di una fantasia ed è indipendente dal fatto che l'oggetto rappresentato esista, per così dire, "materialmente" oppure no: posso per esempio pensare al Dio Giove oppure al Duomo di Colonia, questi due termini saranno l'"oggetto" della mia percezione indipendentemente dal fatto che io le abbia di fronte a me oppure nella mia immaginazione, o che esistano realmente o siano solo prodotti della fantasia. Il riferimento oggettuale quindi, non è l'oggetto "in carne e ossa", Brentano deve quindi postulare un secondo tipo di esistenza, una "esistenza mentale" dell'oggetto o in-esistenza intenzionale.
L'intenzionalità è un concetto chiave nato in epoca Medievale con la filosofia scolastica e in particolare con Tommaso d'Aquino. Brentano sviluppa questo concetto in senso psicologico ed è forse il prodotto più importante del suo lavoro dal momento che aprì la strada a intere correnti di pensiero Con l'intenzionalità della coscienza o della mente s'intende l'idea che la coscienza sia sempre diretta a un oggetto, che abbia sempre un contenuto. Ogni fenomeno mentale, ogni atto psicologico ha un contenuto, è diretto a qualche cosa (l'"oggetto intenzionale"). Ogni credere, desiderare, ecc. ha un oggetto (il creduto, il desiderato, ecc.) e non è possibile alcuna esperienza o pensiero senza intenzionalità. Ciò significa che gli oggetti esterni non esistono per noi se non come correlati oggettuali di un atto intenzionale. La questione però è tutt'altro che conclusa, ancora oggi esiste un dibattito aperto su come vada inteso lo statuto ontologico dell'oggetto intenzionale, se sia cioè un oggetto "reale" vero e proprio, oppure un concetto puramente formale. In entrambi i casi il problema è filosoficamente rilevante, infatti se l'oggetto intenzionale possedesse un'esistenza indipendente dal mondo "in sé", ci si potrebbe trovare di fronte a un idealismo radicale o addirittura al solipsismo; viceversa considerandolo come un ente solo nominale, l'oggetto intenzionale sarebbe lo stesso oggetto "reale", di contro si apre qui la possibilità di un forte realismo. La posizione di Brentano non è sempre chiara su questo punto.
Tramite le opere di Edmund Husserl, che riprese la nozione da Brentano, l'idea di intenzionalità penetrò nella ricerca contemporanea, sia nella filosofia continentale sia nella filosofia analitica diventando l'unico vero avversario del naturalismo dilagante nelle scienze naturali sebbene un autore naturalista come Dennett abbia re-interpretato l'intenzionalità in chiave materialista.

#### Percezione interna
La distinzione tra percezione interna e percezione esterna integra e completa la teoria dell'intenzionalità. Secondo Brentano i fenomeni psichici non sono percepiti nello stesso modo dei fenomeni fisici, questi ultimi infatti sono percepiti attraverso la percezione esterna mentre i fenomeni psichici attraverso la percezione interna. Bisogna però chiarire che non si tratta di due atti distinti, ma del medesimo vissuto colto secondo due prospettive differenti: nell'atto di udire un suono, io colgo bensì il suono attraverso la percezione esterna, ma colgo anche "l'udire" attraverso la percezione interna.
Ciò costituisce per Brentano un indubbio vantaggio della psicologia descrittiva (che Brentano chiama anche psicognosia o fenomenologia) rispetto alle scienze naturali e alla psicologia genetica, infatti queste ultime, che si basano sugli oggetti della percezione esterna (i fenomeni fisici), possono osservare i loro oggetti solo prospetticamente e mai nella loro interezza; mentre alla psicologia, che studia la percezione interna, gli oggetti si danno nella loro pienezza e completezza d'essere, non vi è nulla infatti nei fenomeni psichici che possa trarre in errore, essi non sono mai fallaci. Se ci si può ingannare nell'udire un suono, si può ben ingannarsi sul suono udito, ma non sull'"avere udito il suono" che resta un fatto evidente e apodittico, anche se questo si fosse dato attraverso immaginazione o come allucinazione.
La questione però non è priva di problemi, infatti non è chiaro in che modo si possano "osservare" i fenomeni psichici, cioè in qual modo opererebbe la percezione interna. Brentano ipotizza di definire "il suono" come "obietto primario" e "l'udire" stesso come "obietto secondario". L'obietto secondario può essere cosciente ma non può allo stesso tempo essere osservato, poiché l'oggetto di un'osservazione diverrebbe automaticamente obietto primario. Pertanto l'osservazione di un fenomeno psichico può avvenire soltanto in un secondo atto, rivolto a un atto precedente che consideriamo nella memoria. In altre parole l'"osservazione" non può "osservarsi" nell'atto di osservare, perché ciò darebbe vita a un regresso all'infinito senza via d'uscita che non permetterebbe alcuna affermazione scientificamente fondata.

## Opere
Tra le principali opere di Franz Brentano si possono citare:
- Von der mannigfachen Bedeutung des Seienden nach Aristoteles, 1862. Tr.it. Sui molteplici significati dell'essere in Aristotele, Milano, Vita e Pensiero, 1995.
- Die Psychologie Aristoteles, 1867. Tr.it. La psicologia di Aristotele, Bologna, Pitagora editrice, 1989.
- Psychologie vom empirischen Standpunkt, 3 voll., Hamburg, Felix Meiner Verlag, 1874; 1911. Tr. it., La psicologia dal punto di vista empirico, 3 voll., Roma, Laterza, 1997.
- Untersuchungen zur Sinnespsychologie, 1907.
- Kategorienlehre, Hamburg, Felix Meiner Verlag, 1968.
- Vom Ursprung sittlicher Erkenntnis, Felix Meiner Verlag, 1969.
- Wahrheit und Evidenz, Felix Meiner Verlag, 1930.
- Die Abkehr vom Nichtrealen, Felix Meiner Verlag, 1966.
- Deskriptive Psychologie, Felix Meiner Verlag, 1988.

## Traduzioni italiane
- Sui molteplici significati dell'essere secondo Aristotele. Milano, Vita e Pensiero 1995.
- La psicologia di Aristotele con particolare riguardo alla sua dottrina del nous poietikos. Con un'appendice sull'operare del Dio aristotelico. Macerata, Quodlibet 2007.
- La psicologia dal punto di vista empirico. Bari, Laterza 1997. A cura di Liliana Albertazzi. Vol. I; Vol. II: La classificazione dei fenomeni psichici; Vol. III: Coscienza sensibile e coscienza noetica.
- Sull'origine della conoscenza morale. Brescia, La Scuola 1966.
- La classificazione delle attività psichiche. Lanciano, Carabba 1913.